# Décès en 964
Décès
- 960
- 961
- 962
- 963
- 964
- 965
- 966
- 967
- 968

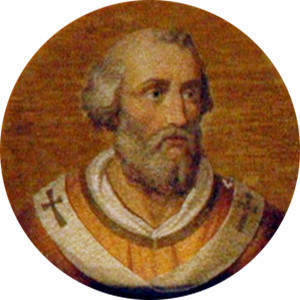
Jean XII, mort en 964.

Cette page dresse une liste de personnalités mortes au cours de l'année 964 :
- 14 mai : Jean XII, 130e pape de l'Église catholique romaine.
- 5 novembre : Fan Zhi (en), ministre chinois.

- Khosrov d'Andzev, ou Khosrov Andzevatsi, théologien.
- Godefroid de Basse-Lotharingie, comte de Hainaut et vice-duc de Basse-Lotharingie.
- Arlulfe de Marseille, seigneur de Marseille et de Trets.
- Fujiwara no Anshi, impératrice consort du Japon.
- Nyaung-U Sawrahan, 38e roi de Birmanie.

## Crédit d'auteurs
- Cet article est partiellement ou en totalité issu de l'article intitulé « 964 » (voir la liste des auteurs).